# Tantilla taeniata
La culebra ciempiés centroamericana (Tantilla taeniata) es una especie de serpiente que pertenece a la familia Colubridae. Es nativo de Guatemala, El Salvador, Honduras, y Nicaragua. Su hábitat natural se compone de bosque tropical húmedo, muy húmedo y seco, y bosque subtropical húmedo y seco. Su rango altitudinal oscila entre 0 y 1280 m s. n. m.. Es una especie terrestre y semifosorial.